# Шингиль
Шингиль (каз. Шеңгел) — упразднённое село в Карабалыкском районе Костанайской области Казахстана. Ликвидировано в 2016 году. Входило в состав Славенского сельского округа. Находится примерно в 57 км к юго-юго-западу (SSW) от районного центра, посёлка городского типа Карабалык. Код КАТО — 395057500.

## Население
В 1999 году население села составляло 172 человека (84 мужчины и 88 женщин). По данным переписи 2009 года, в селе проживало 5 человек (4 мужчины и 1 женщина).